# Torre de Villela
La torre de Villela es una edificación de la localidad española de Munguía, en la provincia de Vizcaya.

## Descripción
El edificio se encuentra en la localidad española de Munguía, perteneciente a la provincia de Vizcaya, en la comunidad autónoma del País Vasco. Aparece descrita en el decimosexto y último volumen del Diccionario geográfico-estadístico-histórico de España y sus posesiones de Ultramar de Pascual Madoz con las siguientes palabras:

VILLELA: torre palacio de la prov. de Vizcaya, part. jud. de Guernica, v. de Munguia; se halla en muy buen estado de conservacion. Se edificó por Juan Saenz de Villela por los años 1360. Segun Lope Garcia de Salazar, el Padre Coscojales y el P. Fr. Tomás de Llano, la casa de Villela es antiquísima, y habiendo casado una hija de ella con un hijo del Señor de Ajanguiz, llamado Juan Perez de Ajanguiz, tuvieron del matrimonio al espresado Juan Saenz de Villela. Esta casa la posee en el dia la Excma. Sra. condesa de Cacelada, marquesa de Revilla, esposa del general D. José de la Concha. Entre las pocas curiosidades que se conservan en dicha torre-palacio, hay todavía dos camisetas de punto de fierro en buen estado de conservacion.
(Madoz, 1850, p. 310)

En la actualidad, se le da, entre otros usos, el de biblioteca.